# دوله (زاکسن-آنهالت)
دوله (به آلمانی: Dolle) یک منطقهٔ مسکونی در آلمان است که در بورگشتال (زاکسونی)-آنهالت واقع شده‌است. دوله ۵۷۱ نفر جمعیت دارد.